# Alexander Kapranos
Alex Kapranos, född Alexander Paul Kapranos Huntley 20 mars 1972 i Almondsbury i Gloucestershire, är en brittisk musiker, känd som sångare och gitarrist i den Glasgow-baserade rockgruppen Franz Ferdinand.
Kapranos far var grek och hans mamma engelsk, så han tillbringade sina första år i Grekland. När de flyttade tillbaka till moderns hemstad Sunderland använde han sig av hennes efternamn "Huntley", då han var rädd för att bli mobbad för "Kapranos". Han bytte tillbaka år 2001.
Tidigare har han spelat i band som The Karelia och The Yummy Fur.